# Malville (rivière)
Le Malville, ou « ruisseau de Malville » , ou « ruisseau de Saint-Médard »  est un cours d'eau français, qui coule dans le département de l'Indre, en région Centre-Val de Loire.
C'est un affluent de l'Indre, donc un sous-affluent de la Loire.

## Géographie

### Cours
Le cours d'eau à une longueur de 12,55 km.
Il prend sa source dans le département de l'Indre, à 171 m d'altitude, dans le « Bois de la Vessellière », sur le territoire de la commune de Villegouin, puis s'écoule vers l'ouest.
Son confluent avec l'Indre, se situe dans le département de l'Indre, à 86 m d'altitude, sur le territoire de la commune de Châtillon-sur-Indre,.

### Départements et communes traversés
Le Malville traverse quatre communes : Châtillon-sur-Indre, Palluau-sur-Indre, Saint-Médard et Villegouin,.

### Bassin versant
Les bassins hydrographiques sont découpés dans le référentiel national BD Carthage en éléments de plus en plus fins, emboîtés selon quatre niveaux : régions hydrographiques, secteurs, sous-secteurs et zones hydrographiques.
Le Malville traverse la zone hydrographique « L'Indre de l'Ozance au ruisseau de la Fontaine de Saint Flovier ».
Le bassin versant du Malville s'insère dans la zone hydrographique « L'Indre de l'Ozance au ruisseau de la Fontaine de Saint Flovier », au sein du bassin DCE plus large « La Loire, les cours d'eau côtiers vendéens et bretons ».

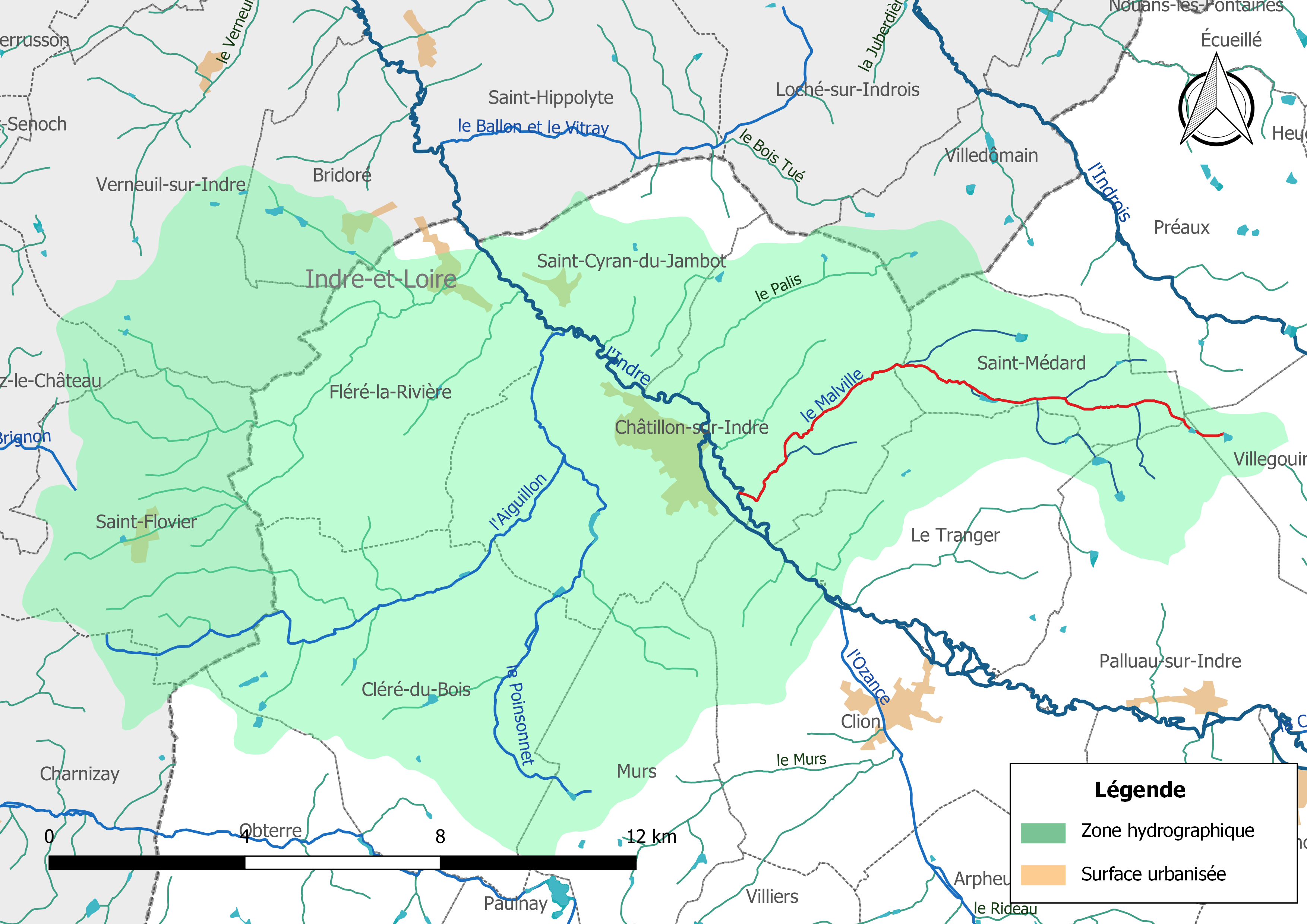
Le Malville (en rouge) et la zone hydrographique dans laquelle il s'insère.
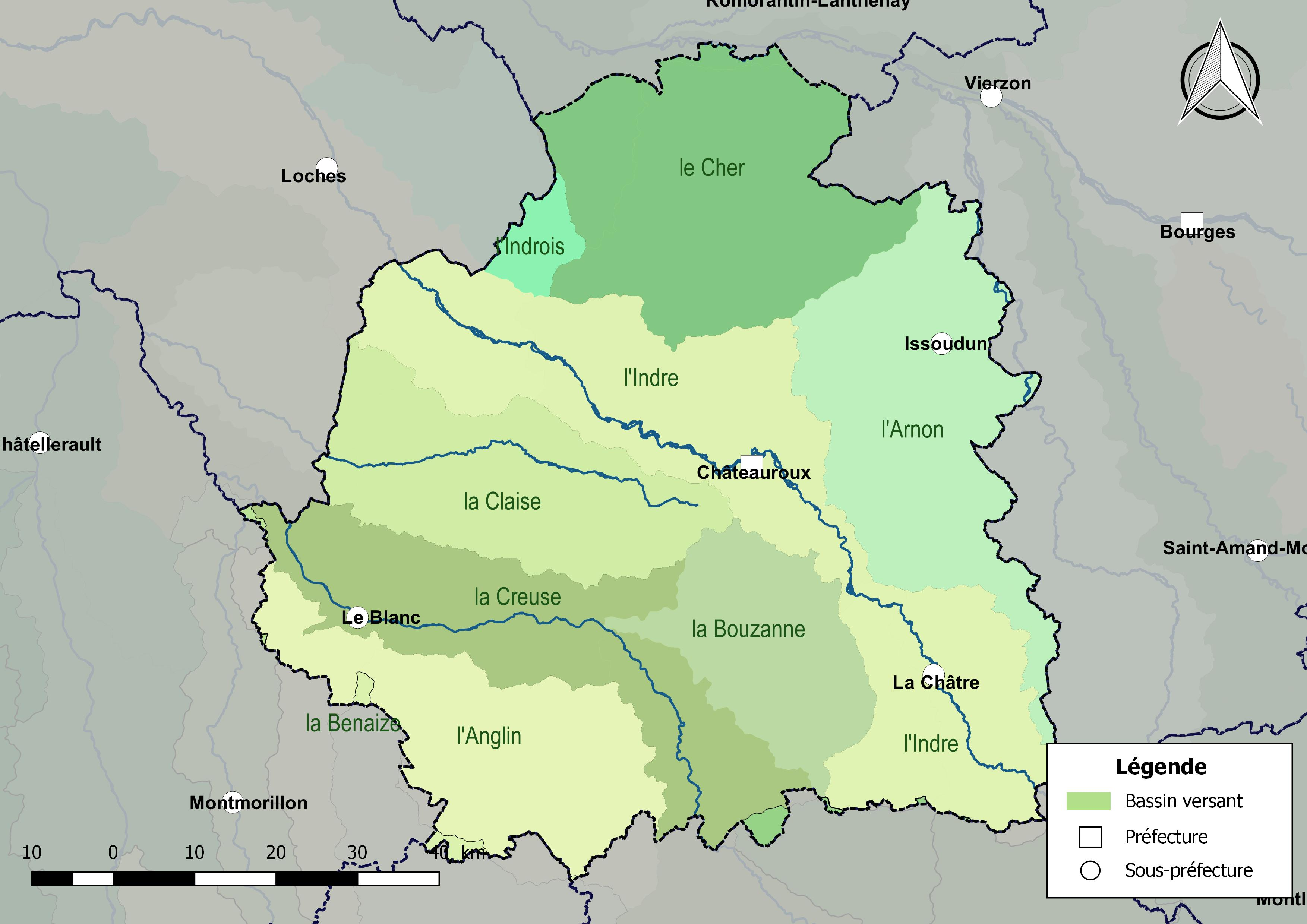
Les principaux bassins versants du département de l'Indre.

#### Échelle du bassin
En France, la gestion de l’eau, soumise à une législation nationale et à des directives européennes, se décline par bassin hydrographique, au nombre de sept en France métropolitaine, échelle cohérente écologiquement et adaptée à une gestion des ressources en eau. Le Malville est sur le territoire du bassin Loire-Bretagne et l'organisme de gestion à l'échelle du bassin est l'agence de l'eau Loire-Bretagne.

## Affluents
Le Malville possède six affluents.
| Noms     | km |
| -------- | -- |
| K7315000 | 3  |
| K7314800 | 2  |
| K7315600 | 2  |
| K7315100 | 0  |

| Noms     | km |
| -------- | -- |
| K7315500 | 3  |
| K7314900 | 2  |

### Rang de Strahler
Son rang de Strahler est de deux.

## Hydrologie

### État des masses d'eau et objectifs
Pour les cours d’eau, la délimitation des masses d’eau est basée principalement sur la taille du cours d’eau et la notion d’hydro-écorégion. Ces masses d’eau servent ainsi d’unité d’évaluation de l’état des eaux dans le cadre de la directive européenne.
Le Malville fait partie de la masse d'eau codifiée FRGR2059 et dénommée « Le Malville et ses affluents depuis la source jusqu'à la confluence avec l'Indre ».
Le schéma directeur d'aménagement et de gestion des eaux (Sdage) Loire-Bretagne est un document de planification dans le domaine de l’eau. Il définit, pour une période de six ans les grandes orientations pour une gestion équilibrée de la ressource en eau ainsi que les objectifs de qualité et de quantité des eaux à atteindre dans le bassin Loire-Bretagne. L'état des lieux 2013 défini dans la SDAGE 2016 – 2021 et les objectifs à atteindre pour cette masse d'eau sont les suivants,, :
| Code masse d'eau    | FRGR2059                                                                         |
| Libellé masse d'eau | Le Malville et ses affluents depuis la source jusqu'à la confluence avec l'Indre |

| Écologique | Biologique | Physico-chimie générale | Polluants spécifiques |
| ---------- | ---------- | ----------------------- | --------------------- |
| Bon état   | X          | Bon état                | X                     |

| Écologique | Chimique | Global   |
| ---------- | -------- | -------- |
| Bon état   | Bon état | Bon état |

## Aménagements et écologie

### Milieu naturel
Le cours d'eau est de deuxième catégorie.